# Leda Valle
Leda Valle, nome artístico de Leda Benevides Gonzaga (Rio de Janeiro, 07 de fevereiro de 1926 - Rio de Janeiro, 07 de novembro de 2010) foi uma atriz brasileira de teatro, cinema e televisão. 

## Carreira
Iniciou sua carreira artística no ano de 1945, em teatro. Estrearia na televisão no ano de 1953 ao integrar o elenco do Grande Teatro Tupi. Seu grande destaque como atriz de TV foi com o personagem Lady Bela do seriado O Falcão Negro, nos anos de 1963 a 1964. 
Estreara em cinema, em 1970, no filme Memórias de um Gigolô de Alberto Pieralisi. Abandou a carreira após participar do filme Ipanema, Adeus (1975) de Paulo Roberto Martins.

## Vida pessoal
Em 1947 casara-se com o também ator Jorge Dória, da união tiveram um filho: Ricardo. O casamento chegara ao fim em 1980. 

## Carreira

### Cinema
| Ano  | Título                        | Personagem     |
| ---- | ----------------------------- | -------------- |
| 1975 | Ipanema, Adeus                | Catarina       |
| 1974 | O Descarte                    | Lisa           |
| 1971 | Bonga, o Vagabundo            | Mãe de Ricardo |
| 1971 | As Confissões de Frei Abóbora | —              |
| 1970 | Memórias de um Gigolô         | —              |
| 1965 | Procura-se uma Rosa           | —              |

### Televisão
| Ano       | Título             | Personagem         | Notas                           |
| --------- | ------------------ | ------------------ | ------------------------------- |
| 1963-1964 | O Falcão Negro     | Lady Bela          |                                 |
| 1961      | Câmera Um          | —                  | Episódio: "Luz de Gás"          |
| 1960      | Câmera Um          | —                  | Episódio: "A Dama das Camélias" |
| 1959      | Boa Noite Paris    | —                  |                                 |
| 1953-1954 | Grande Teatro Tupi | Vários personagens |                                 |

### Teatro
- 1969 - Os Pais Abstratos
- 1964 - Meu Marido É um Problema
- 1962/1964 - Três em Lua de Mel
- 1961 - O Amor É Rosa Bombom
- 1958/1959 - Tire a Máscara, Doutor[7]
- 1957 - O Diário de Ana Frank
- 1957 - Timbira
- 1957 - Valsa de Aniversário
- 1956/1957 - Lotária
- 1956 - Poeira de Estrelas 1956